# Jorge Vilda
 (juillet 2019).
Vilda  Rodríguez est un nom espagnol. Le premier nom de famille, en général paternel, est Vilda ; le second, en général maternel, souvent omis, est Rodríguez.
Jorge Vilda Rodríguez, né le 7 juillet 1981 à Madrid, est un entraîneur de football espagnol.
Il est l'actuel sélectionneur de l'équipe féminine du Maroc.

## Biographie
Son père est l'entraîneur Ángel Vilda.
Entre 2010 et 2014, Jorge Vilda entraîne l'Équipe d'Espagne féminine des moins de 17 ans, puis de 2014 à 2015 l'Équipe d'Espagne féminine des moins de 19 ans (vice-championnes d'Europe).
Entre 2015 et 2023, il entraîne l'Équipe d'Espagne féminine A.
En septembre 2022, quinze joueuses espagnoles font savoir à leur fédération qu'elles contestent les méthodes de travail de Vilda qui influeraient sur leur « état émotionnel » et leur « santé » et se mettent en retrait de la sélection. La fédération révèle la situation dans un communiqué et annonce son appui à son entraîneur.
Il remporte la Coupe du monde féminine de football 2023 avec sa sélection, lors du tournoi organisé en Australie et Nouvelle-Zélande.

### Jorge Vilda avec le Maroc

#### Jeux olympiques 2024: Échec des Marocaines au dernier tour des qualifications
En septembre 2023, à la suite de l'affaire du baiser forcé par Luis Rubiales, Jorge Vilda, proche de ce dernier, est limogé et remplacé par Montserrat Tomé, qui devient la première femme à la tête de l'Équipe féminine espagnole,.
Le mois qui suit, il prend les rênes de la sélection féminine du Maroc, succédant ainsi à Reynald Pedros et parvient à obtenir deux victoires et deux clean-sheets contre la Namibie lors de ses deux premiers matchs avec les « Lionnes de l'Atlas ». Cependant, il ne parvient pas à qualifier la sélection pour les Jeux olympiques 2024. Opposées aux Zambiennes lors du 4e et dernier tour des qualifications, les Marocaines qui s'imposent en Zambie lors du match aller le 5 avril 2024 sur le score de 2 buts à 1, s'inclinent 2 à 0 au match retour à Rabat le 9 avril 2024 après prolongations.

#### Coupe du monde des moins de 20 ans 2024: Le Maroc éliminé au premier tour
À la suite du départ de Dimitri Lipoff et dans le cadre des préparations à la Coupe du monde féminine des moins de 20 ans 2024, la FRMF le nomme à la tête de la sélection marocaine des moins de 20 ans. Lors de son premier match, le 13 juillet 2024, l'équipe marocaine s'incline 2 buts à 1 face au Venezuela. Il connaît sa première victoire lors de son 6e match à la tête de cette sélection, face aux Fidji (2-0). Cependant, la sélection ne parvient pas à franchir le premier tour du Mondial s'inclinant lors des trois matchs de la phase des groupes.

#### Coupe d'Afrique 2024: Échec en finale
Le Maroc qui atteint la finale pour la deuxième fois consécutive, ne parvient pas à remporter le titre. Durant cette édition, les Marocaines terminent première de leur groupe après un nul face aux Zambiennes (2-2), une victoire face aux Congolaises (4-2) et un succès face aux Sénégalaises (1-0). En quart de finale, le Maroc élimine le Mali (3-1) puis s'impose en demi-finale aux tirs au but face Ghana (4-2, 1-1 après prolongations). Les joueuses de Jorge Vilda s'inclinent en finale face au Nigeria (3-2) après avoir mené au score (2-0) jusqu'à l'heure de jeu.